# Cyrtandra macrobracteata
Cyrtandra macrobracteata är en tvåhjärtbladig växtart som beskrevs av Kanehira och Sumihiko Hatusima. Cyrtandra macrobracteata ingår i släktet Cyrtandra och familjen Gesneriaceae. Inga underarter finns listade i Catalogue of Life.